# 尼古拉斯縣 (肯塔基州)
尼古拉斯縣（英語：Nicholas County）是美國肯塔基州北部的一個縣。面積510平方公里。根據美國2000年人口普查，共有人口6,813人。縣治卡萊爾 (Carisle)。
成立於1799年，縣政府成立於1800年6月1日。本縣紀念肯塔基州州憲法起草者之一、有「州憲之父」之稱的喬治·尼古拉斯（George Nicholas）。